# بادیم
بادیم (به لاتین: Badème) یک منطقهٔ مسکونی در سنگال است که در Ziguinchor Department واقع شده‌است. بادیم ۶۴۶ نفر جمعیت دارد.